# Akwá (Fußballspieler)
Akwá (* 30. Mai 1977 in Benguela; bürgerlich Fabrice Alcebiades Maieco) ist ein ehemaliger angolanischer Fußballspieler. Er ist einer der bedeutendsten Nationalspieler seines Landes und nahm 2006 an der WM in Deutschland teil.

## Vereinskarriere
Nach ersten Einsätzen in der heimischen Liga bei Clube Nacional de Benguela wechselte der Stürmer Akwá 1994 nach Europa zum portugiesischen Rekordmeister Benfica Lissabon. Nachdem er hier kaum Spielzeiten bekommen hatte, wurde er zwischenzeitlich an den Zweitligisten FC Alverca ausgeliehen. Seine letzte Station in Portugal war von 1997 bis 1998 Académica de Coimbra. Von 1998 bis 2006 spielte Akwá bei verschiedenen Vereinen in Katar. 1999 wurde er mit al-Wakrah und 2003 mit dem Qatar SC aus Doha katarischer Meister. In seiner ersten Meistersaison wurde er zudem Torschützenkönig der Liga. Die letzten Jahre seiner Karriere verbrachte er wieder in seiner Heimat, wo er von 2007 bis 2009 für Atlético Petróleos Luanda auflief und mit diesen zweimal angolanischer Meister wurde.

## Nationalmannschaft
Akwá spielte von 1995 bis 2006 für die angolanische Nationalmannschaft und ist nach den Daten der Rec.Sport.Soccer Statistics Foundation Rekordtorschütze seines Landes. 2001 gewann er mit Angola zudem die Südafrikameisterschaft. Mit fünf Toren, darunter die Siegtreffer bei den wichtigen 1:0-Erfolgen gegen das punktgleiche Nigeria und gegen Ruanda im letzten Qualifikationsspiel, hatte er großen Anteil an der ersten und bislang einzigen Qualifikation Angolas für eine Fußballweltmeisterschaft im Jahr 2006. Er wurde daraufhin als Angolas Sportler des Jahres 2005 ausgezeichnet. Bei der WM führte er seine Mannschaft in den drei Vorrundenspielen Angolas als Kapitän auf den Platz.

## Erfolge

### Mit dem Verein
- Katarischer Meister: 1999, 2003
- Angolanischer Meister: 2008, 2009

### Mit der Nationalmannschaft
- Südafrikameister: 2001

### Individuelle Erfolge
- Torschützenkönig der katarischen Liga: 1999
- Angolas Sportler des Jahres: 2005

## Politische Laufbahn
Akwá saß von 2008 bis 2012 für die Partei Movimento Popular de Libertação de Angola in der Nationalversammlung Angolas.